# Calochromus fervens
Calochromus fervens är en skalbaggsart som beskrevs av Leconte 1881. Calochromus fervens ingår i släktet Calochromus och familjen rödvingebaggar. Inga underarter finns listade i Catalogue of Life.